# 陆云 (人大代表)
陆云（1958年8月—），广西防城港人，壮族，中华人民共和国政治人物、全国人民代表大会广西地区代表。
毕业于华东师范大学英语语言文学专业。加入致公党。担任广西广播电视大学副校长，伺候担任数届全国人大代表。